# Limassol

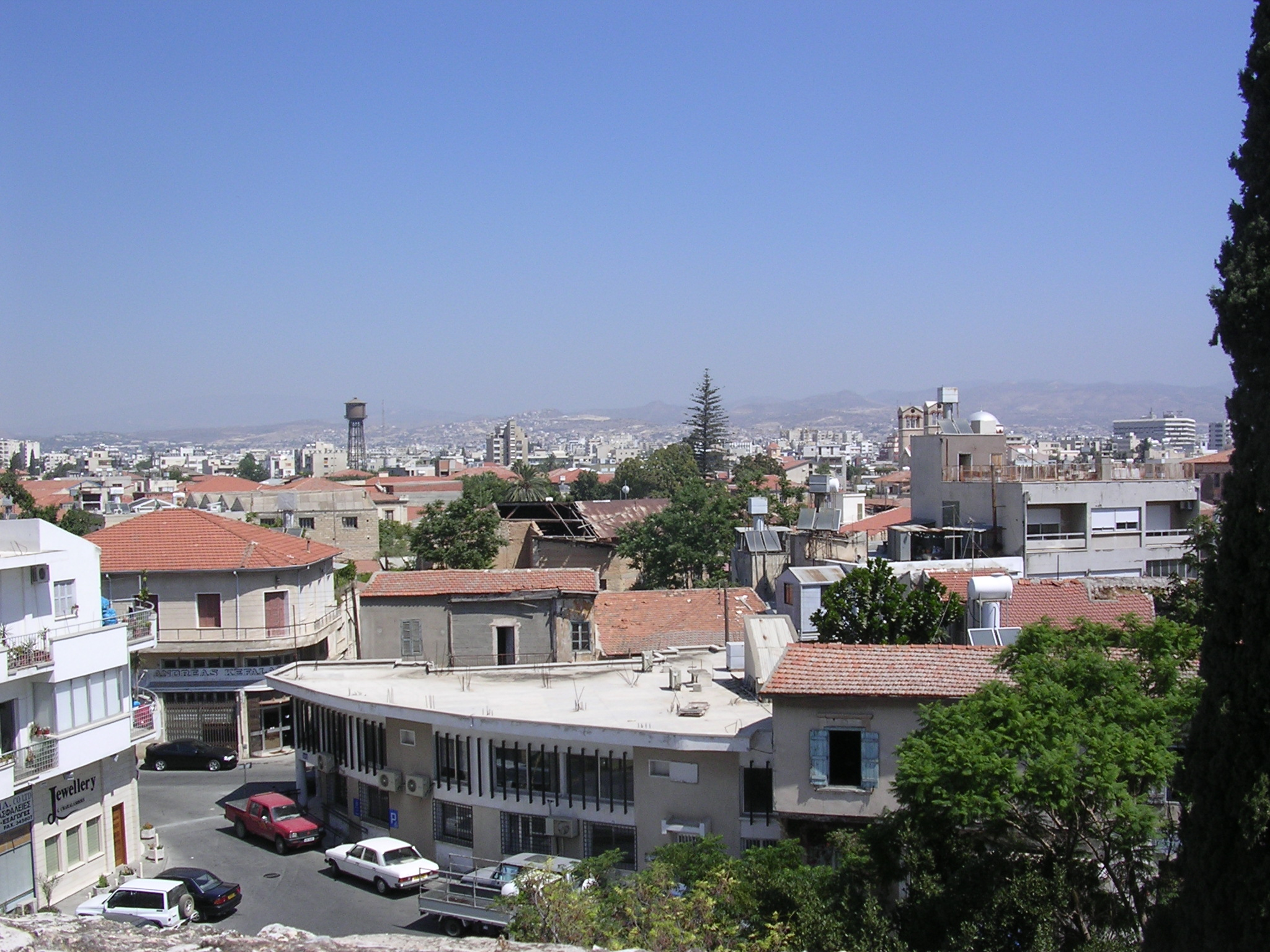
Vy över Limassol.

Limassol [ˈlɪməsɒl] (grekiska: Λεμεσός [lemeˈsos], turkiska: Limasol eller Leymosun) är en stad på Cyperns södra kust som är landets näst största stad och huvudort i distriktet Limassol. Den ligger i Akrotiribukten, sydväst om Nicosia. Storstadsområdet hade en folkmängd på 183 658 invånare (2011). Limassol är en mycket viktig turist- och hamnstad för Cypern.
Staden ligger vid Akrotiribukten på öns sydkust och har blivit en mycket viktigare hamnstad efter Turkiets invasion 1974 (då största hamnstaden Famagusta blev ockuperad av Turkiet). I Limassol finns även omfattande textil-, möbel-, cement-, tegel- och livsmedelsindustrier. Motorvägarna A1 och A6 går från Limassol och ut mot övriga delar av landet.

## Sport
Idrottsklubbarna AEL Limassol och Apollon Limassol kommer från staden.

## Vänorter[3]
- Alexandria, Egypten
- Marseille, Frankrike
- Heraklion, Grekland
- Ioannina, Grekland
- Rhodos, Grekland
- Thessaloniki, Grekland
- Zakynthos, Grekland
- Haifa, Israel
- Nanjing, Kina
- Prag, Tjeckien
- Niederkassel, Tyskland